# 佩恩德拉
佩恩德拉（Pendra），是印度恰蒂斯加尔邦Bilaspur县的一个城镇。总人口12392（2001年）。

## 人口
该地2001年总人口12392人，其中男性6222人，女性6170人；0—6岁人口1670人，其中男830人，女840人；识字率70.43%，其中男性为78.17%，女性为62.63%。